# Vita (periodico 1959)
Vita. Settimanale di notizie è stato un settimanale italiano, pubblicato tra il 1959 e il 1963 fondato da Luigi D'Amato con Livio Pesce come redattore capo. 
L'idea secondo il grafico Franco Bevilacqua, che ne curò l'impaginazione, era quella di un settimanale stile Life e Newsweek. Fu il primo ad adottare il paradigma «I fatti separati dalle opinioni» prima ancora che questo divenisse lo slogan attribuito a Lamberto Sechi per Panorama dieci anni dopo.
Disegnatore delle copertine stilizzate secondo lo stile della testata americana Time fu il cartellonista e illustratore Averardo Ciriello. Tra i collaboratori figurarono Gianni Brera, Felice Chilanti e Giovanni Giovannini. 